# Microtus breweri
Маскигетска волухарица (Microtus breweri) је према неким изворима врста сисара из реда глодара и породице хрчкова (лат. Cricetidae), док је према другим изворима подврста чивавске волухарице (Microtus pennsylvanicus).

## Распрострањење
Сједињене Америчке Државе су једино познато природно станиште врсте.

## Станиште
Врста Microtus breweri има станиште на копну.

## Начин живота
Врста Microtus breweri прави подземне пролазе.

## Угроженост
Ова врста се сматра рањивом у погледу угрожености врсте од изумирања.

### Популациони тренд
Популација ове врсте је стабилна, судећи по доступним подацима.